# Dipoena santacatarinae
Dipoena santacatarinae là một loài nhện trong họ Theridiidae.
Loài này thuộc chi Dipoena. Dipoena santacatarinae được Herbert Walter Levi miêu tả năm 1963.